# Онешть (Єдинецький район)
Онешть (рум. Onești) — село в Єдинецькому районі Молдови. Входить до складу комуни, адміністратиіним центром якої є село Зебрічень.